# 莉迪·波尔弗
莉迪·波尔弗（Lydie Polfer，1952年11月22日—），卢森堡政治家，曾担任多个职务，包括卢森堡副首相、卢森堡外交部长和卢森堡市市长，以及欧洲议会议员、卢森堡众议院议员。她是卢森堡民主党党员。

## 生平
波尔弗接替她的父亲卡米耶·波尔弗担任卢森堡市市长，当时她的父亲仅在两年后就因健康状况不佳而被迫辞职。她在1984年卢森堡立法选举中首次当选为众议院议员。1999年8月至2004年7月，她在让-克洛德·容克的政府中担任副首相和外交部长。
在2004年卢森堡立法选举，波尔弗再次当选议员，在民主党名单中名列前茅，总成绩仅次于吕克·弗里登。然而民主党的整体民调结果不佳，在全国范围内失去了五个席位，同时也失去了他们作为第二大党和搅局政坛的政治地位。因此，CSV转而与卢森堡社会主义工人党组成了容克-阿塞尔博恩联盟，将波尔弗赶出了政府。同日举行的2004年卢森堡欧洲议会选举中，民主党也失去了选票，并首次跌至第四，落后于卢森堡绿党。尽管如此，波尔弗仍在民主党的名单中名列前茅（总排名第三），并在欧洲议会中占有一席之地。

## 荣誉

### 外国勋章奖章
- 天主教伊莎贝尔女王大十字勋章（西班牙语：Orden de Isabel la Católica）（西班牙，2001年4月27日批准[4]）
- 旭日大绶章（日本，2024年4月29日公布[5]）

## 相关
- 容克-波尔弗联盟（英语：Juncker-Polfer Ministry）（1999-2004年）